# Parafia św. Anny w Warszawie
Parafia św. Anny w Warszawie – parafia rzymskokatolicka należąca do dekanatu wilanowskiego, archidiecezji warszawskiej, metropolii warszawskiej Kościoła katolickiego, w Warszawie. Obsługiwana przez księży archidiecezjalnych.

## Historia
Parafia została erygowana prawdopodobnie w XIII wieku.
Kościół parafialny został wybudowany w XVIII wieku, przebudowany w XIX wieku.